# Havelglück
Die Havelglück ist ein Fahrgastschiff der Reederei Lüdicke in Berlin.

## Geschichte
Die 1894 gegründete Oberspree-Dampfschiffahrts-Gesellschaft Tismer & Co. mit Sitz in Niederschöneweide ließ ab 1895 von der Schiffswerft Johannsen & Co. in Danzig vier neue Dampfer bauen. Die 31,70 Meter langen und 6,40 breiten Doppelschraubenschiffe waren bestückt mit je zwei 90 PS Dampfmaschinen der Union Gießerei in Königsberg. Diese vier Schiffen hießen ursprünglich Neptun, Kyffhäuser, Hewald und Borussia. 1898 wurden die Schiffe an die Spree-Havel-Dampfschiffahrt-Gesellschaft-Stern (SpHDG Stern) verkauft. Hier erhielten sie die Namen Berlin, Wannsee (ab 1934 Dahme), Grünau und Potsdam.  Aus der Neptun wurde der Dampfer Berlin und 1971 das Motorschiff Berlin, später Havelland, die heutige Havelglück.
Unter Schiffshistorikern gibt es abweichende Meinungen zum Baujahr des Schiffes. Obwohl nur ein kleiner Teil des früheren Schiffes Neptun verwendet wurde, wird manchmal das Baujahr der Neptun dem Jahr der Indienststellung des heutigen Schiffes gleichgestellt, also 1895. In neuerer Literatur und auf Webseiten wird aber auch das Jahr 1971, also das Jahr des Neuaufbaues als Baujahr für das jetzige Schiff genannt.
Der komplette Neuaufbau der Berlin erfolgte an der Schiffswerft Genthin für die Weisse Flotte Potsdam. Das Schiff gehört zur sogenannten Flaggschiffsklasse. Der Neubau entstand unter Verwendung von Teilen aus dem 1966 stillgelegten Dampfer Berlin, vormals Neptun. Das alte Schiff wurde dabei komplett neu aufgebaut und in der äußeren Form völlig verändert. Genutzt wurden vom alten Schiff nur zwei Bodensegmente. Mit diesem Trick wurde, ganz DDR-typisch, ein langwieriges und möglicherweise erfolgloses Genehmigungsverfahren für einen Neubau umgangen. Realisiert wurde dieser Bau in der Werft Genthin am Elbe-Havel-Kanal. Das Schiff war eines der ersten, die in der DDR mit einem sogenannten Z-Antrieb, dem Schottel-Ruderpropeller vergleichbarer Bauart, ausgerüstet wurden. 1971 wurde das Motorschiff Berlin für die Weisse Flotte Potsdam in Fahrt gebracht. Im Jahr 2006 wurde es außer Dienst gestellt, an die Reederei Bolz nach Rathenow verkauft und unter dem Namen Havelland eingesetzt. Seit Mai 2019 ist das Fahrgastschiff von Berlin-Spandau für die Reederei Lüdicke als Havelglück im Einsatz.

## Das Schiff
Das heutige Schiff hat eine Länge von 34,00 Metern, eine Breite von 6,00 Metern und der mittlere Tiefgang beträgt 1,11 Meter. Das Schiff kann nahezu alle auch kleineren Gewässer der Region, wie den Griebnitzkanal, befahren. Der geringe Tiefgang ermöglicht es, auch bei niedrigen Wasserständen die geplanten Routen einzuhalten. Angetrieben wird das Schiff von zwei Dieselmotoren mit Rußpartikelfiltern von je 108 PS. Zugelassen ist es für die Beförderung von insgesamt 250 Personen. Im Hauptsalon befinden sich 66 Sitzplätze, im vorderen Salon 16 Sitzplätze und auf dem Oberdeck 104 Sitzplätze. Das Oberdeck ist zum Großteil mit einem Zelt überbaut. Zur gastronomischen Versorgung der Fahrgäste stehen eine Kombüse, ein Tresenbereich und ein Serviceteam, je nach Anzahl der Gäste und Fahrtgebiet angepasst, zur Fahrgastbetreuung zur Verfügung.